# この空のある限り
『この空のある限り』（このそらのあるかぎり）は、1964年に松竹大船が配給した、桜井秀雄監督によるホームドラマ映画である。原作は寺山修司。

## 出演者
- 鰐淵晴子 : 野上則子
- 田中絹代  : 松崎静江
- 千秋実 : 野上竜太郎
- 森光子 : 野上千枝子
- 三上真一郎 : 松崎太郎
- 石坂博
- 岸久美子
- 柳沢真一
- 曽我廼家一二三 : 同居人虎太
- 田村正和 : 前田三郎
- 中村晃子 : 三谷麻子

## スタッフ
- 監督 : 桜井秀雄
- 脚色 : 桜井秀雄
- 原案 : 寺山修司
- 製作 : 升本喜年
- 美術 : 芳野尹孝
- 音楽 : 木下忠司
- 撮影 : 西川亨
- 編集 : 杉原よ志